# Euphaedra paradoxa
Euphaedra paradoxa är en fjärilsart som beskrevs av Sheffield Airey Neave 1904. Euphaedra paradoxa ingår i släktet Euphaedra och familjen praktfjärilar. Inga underarter finns listade i Catalogue of Life.